# Puente de Battersea

El Battersea Bridge (en español: Puente de Battersea) es un puente de hierro colado y granito de cinco arcos que cruza el río Támesis en Londres, Inglaterra. Está situado en una curva cerrada del río, y une los barrios de Battersea al sur con Chelsea al norte. El puente sustituyó a un servicio de transbordadores que había operado en la zona desde al menos mediados del siglo XVI.

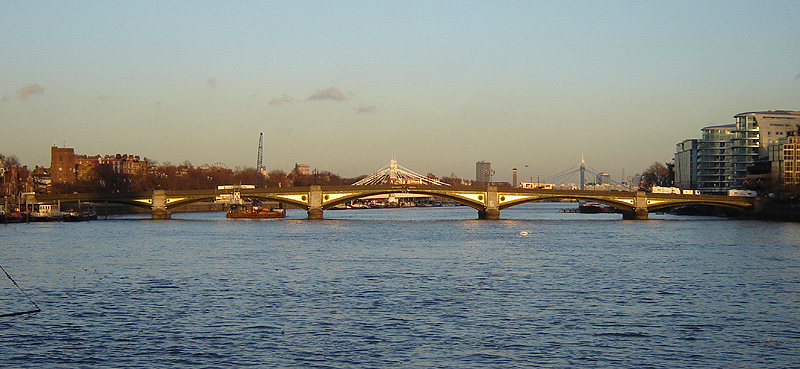
El Battersea Bridge.

En primer Puente de Battersea fue un puente de peaje mandado construir por John, Conde Spencer, quien había adquirido recientemente los derechos de explotación del ferry. Aunque en un principio se planeó la construcción de un puente de piedra, sin embargo las dificultades para lograr inversores hizo que se construyera un puente más barato de madera. Diseñado por Henry Holland, abrió a los peatones en noviembre de 1771, y al tráfico rodado en 1772. El puente estaba mal diseñado y era peligroso tanto para los peatones como para los barcos que pasaban por debajo, y a menudo chocaban contra él. Para reducir los peligros se quitaron dos muelles y las partes del puente que pasaban por encima se reforzaron con vigas de hierro.
Aunque era peligroso e impopular, el puente fue el último puente de madera superviviente en el Támesis en Londres, y fue objeto de muchos cuadros de artistas famosos como J. M. W. Turner, John Sell Cotman y James McNeill Whistler, incluido el controvertido e influyente cuadro de Whistler Nocturne: Azul y Oro – Antiguo Puente de Battersea.
En 1879 el puente pasó a ser una propiedad pública, y en 1885 fue demolido y reemplazado por el puente actual, diseñado por Sir Joseph Bazalgette y construido por John Mowlem & Co. El más estrecho de los puentes sobre el río Támesis, es uno de los menos transitados de Londres. La localización del puente, en una curva, hace que sea muy complicado atravesarlo en barca, y ha sido cerrado muchas veces debido a colisiones.

## Contexto
Chelsea (en inglés antiguo: Ceal chyð, muelle de tiza), a unos 4,8 km al oeste de Westminster en la orilla norte del Río Támesis, ha existido como ciudad al menos desde la época de los anglosajones. El Támesis en este punto realiza una cura cerrada para virar sus curso de sur-norte a este-oeste, y debido a su curso lento y relativamente fácil de vadear en este punto, popularmente se cree que fue este punto el que Julio César utilizó para cruzar el Támesis en el año 54 a. C. durante la invasión de Gran Bretaña. Chelsea disfrutó de buenas conexiones por tierra y por el río con la sede del gobierno en Westminster y con el centro comercial de la Ciudad de Londres desde al menos el siglo XIV. Era el centro de la industria de la porcelana británica, y un gran productor de productos de panadería – en momentos de gran producción se llegaban a consumir 250.000 bollos de Chelsea al día. En el siglo XVIII tenía un gran número de prósperos residentes.
Battersea, aparece como Patricesy (Agua de San Pedro) en el Libro Domesday y mencionada por primera vez en los registros del año 693 d. C., en la orilla sur del río en frente a Chelsea, era por el contrario una tierra baja y pantanosa, propensa a las inundaciones. Estas condiciones eran ideales para el cultivo de espárragos y lavanda, por lo que surgió en la zona un pueblo comercial dedicado a la industria del espárrago y la lavanda.
Aunque Battersea y Chelsea han estado conectadas por ferry desde al menos 1550, los puntos de unión más cercanos entre ambas eran Putney Bridge, a 4 km río arriba y abierto en 1729, y Westminster Bridge, a 4,8 km río abajo, abierto en 1746. En 1763, John, Conde Spencer, adquirió las tierras de Battersea, y en consecuencia la propiedad del servicio de ferris entre Chelsea y Battersea.
El ferry era antiguo y algo peligroso, y en 1766 Spencer formó la Battersea Bridge Company, y solicitó y obtuvo consentimiento por parte del Parlamento para construir “un puente de piedra” sobre el Támesis. El puente iba a ser construido entre Cheyne Walk y Battersea, en un punto en el que el curso del río giraba de manera brusca al este hacia Westminster, con un coste de 83.000 libras (unos 10.609.000 de libras de 2010). El Conde había anticipado que muchos habitantes invertirían en el proyecto, pero pronto se dio cuenta del amplio escepticismo sobre la empresa. Solo quince inversores, incluido el propio conde, estaban dispuestos a invertir, y solo se logró recaudar un total de 17.662 libras (sobre el 1.798.000 de libras), mucho menos de lo que se necesitaba para financiar el ambicioso proyecto.

## Antiguo puente de Battersea

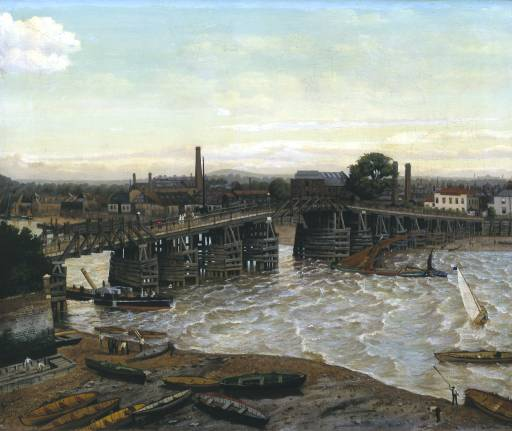
El antiguo puente de Battersea en un cuadro de Walter Greaves de 1874.

Spencer calculó que con el dinero que había conseguido se podía construir un modesto puente de madera, por lo que se encargó el diseño al arquitecto Henry Holland, El puente fue construido siguiendo los diseños de Holland por John Phillips, cuyo tío, el ingeniero de puentes Thomas Phillips, había construido en 1729 el Puente de Putney. El puente abrió a los peatones en noviembre de 1771, aunque no estaba acabado. En 1772 se añadió una superficie de tiza y gravilla y el puente abrió a los vehículos. Los peajes se fijaron según una escala, yendo desde el medio penique para los peatones hasta el chelín que debían pagar los coches tirados por cuatro o más caballos. Nunca se puso oficialmente nombre al puente, y en los mapas de la época se hacía referencia a él tanto como “Puente de Chelsea” como “Puente de Battersea”.
El puente no fue un éxito comercial. Tenía 224 m de longitud pero solo 7,3 m de anchura, haciéndolo impracticable para vehículos grandes. El diseño de Holland consistía en 9 estrechas luces, la más ancha tenía solo 9,8 m, haciendo que los barcos encontraran muy difícil navegar debajo de él; hubo numerosos accidentes con heridos graves e incluso muertos. Los continuos choques de barcos que pasaban debajo de él, hicieron que el puente necesitara frecuentes y costosas reparaciones, y los dividendos que se pagaban a los inversores eran bajos. Durante un invierno particularmente frío en 1795 el puente fue seriamente dañado por el hielo, o que requirió una larga y costosa reparación, y no se pagaron dividendos durante los siguientes tres años. Se expresó la preocupación en el Parlamento por la fiabilidad del puente y la Battersea Bridge Company se vio obligada a prestar un servicio de ferry con el mismo coste del peaje, en caso de que el puente cerrara para reparaciones.
En un esfuerzo por mejorar la poca seguridad del puente advertida por los usuarios, se instalaron lámparas de aceite en los pilares en 1799, convirtiendo al Puente de Battersea en el primero del Támesis en estar iluminado. Entre 1821 y 1824 las barandillas de madera que había a lo largo del puente, que se estaban rompiendo, fueron reemplazadas por otras de hierro, y en 1824 las lámparas de aceite fueron sustituidas por lámparas de gas.  En 1873, en un esfuerzo por mejorar la navegación por el puente y de reducir accidentes, se retiraron dos de los pilares de apoyo, haciendo que la luz más ancha fuera más navegable con 23 m de ancho, la cubierta del puente fue reforzada con vigas de hierro para compensar la falta de los pilares.

### Competición y disputas con el Puente de Vauxhall
En 1806, Ralph Dodd propuso un proyecto para abrir la orilla sur del Támesis en frente de Westminster al desarrollo, construyendo una nueva carretera desde Hyde Park Corner a Kennington y Greenwich, cruzando el río en Vauxhall, a medio camino entre el Puente de Battersea y el Puente de Westmisnter. La Battersea Bridge Company estaba preocupada por la posible pérdida de clientes, por lo que solicitó al Parlamente que se negara al proyecto, argumentando que “[Dodd] es un conocido aventurero y especulador, y promotor de numerosas empresas muchas de las cuales si no todas han fracasado”, y la propuesta fue abandonada. Sin embargo, en 1809 se presentó una nueva propuesta al Parlamento para construir un puente en Vauxhall, esta vez obligando a los operadores del nuevo puente a compensar a la Battersea Bridge Company por las pérdidas, la Compañía aceptó que se aprobara la propuesta y las compensaciones. La Ley obligó a la Vauxhall Bridge Company a rembolsar a la Battersea Bridge Company cualquier pérdida en los ingresos por causa del nuevo puente.
Tras muchos retrasos y contratiempos, el nuevo puente en Vauxhall (inicialmente llamado Regent Bridge en honor a Jorge, Príncipe Regente, pero poco después fue renombrado como Vauxhall Bridge) abrió el 4 de junio de 1816. Sin embargo, la Vauxhall Bridge Company no cumplió con su obligación de pagar a la Battersea Bridge Company por lo que fue llevada a juicio. Tras una disputa legal que duró 5 años, se dictó sentencia a favor de la Battersea Bridge Company, la sentencia obligaba a la Vauxhall Bridge Company a pagar 8.234 libras (594.000 libras de ahora) como compensación.

### El antiguo Puente de Battersea en el arte

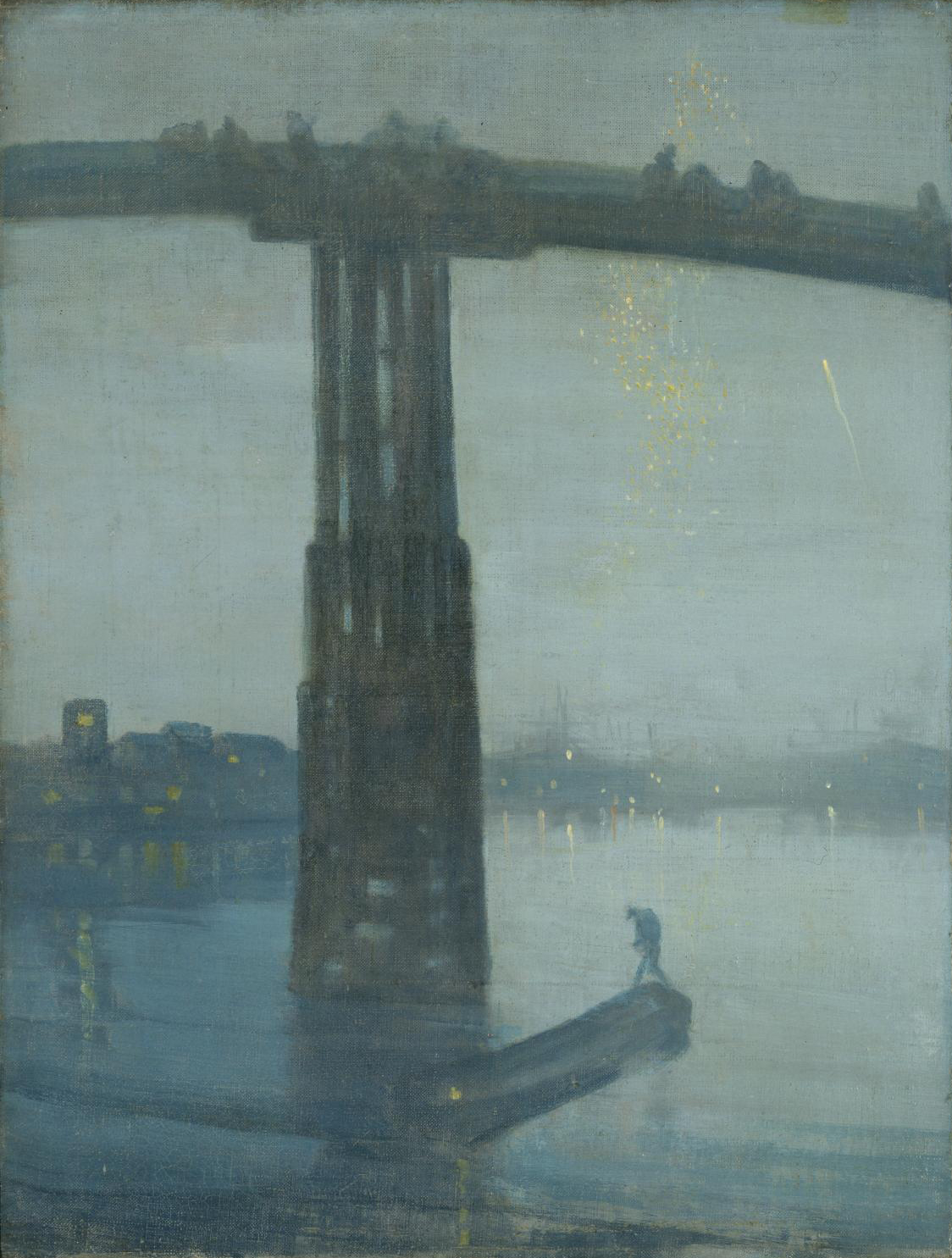
El cuadro Nocturne: Azul y Oro – Antiguo Puente de Battersea de Whistler.

Aunque el puente era inconveniente para los usuarios y estaba débilmente construido, como último puente de madera superviviente en el Támesis a su paso por Londres fue considerado un lugar destacado, y atrajo a muchos artistas de la época. J.M.W. Turner, John Sell Cotman y John Atkinson Grimshaw realizaron importantes cuadros del Puente. Walter Greaves, cuya familia era propietaria de un embarcadero junto al puente y cuyo padre había sido barquero de Turne, pintó numerosas escenas del puente. El residente local y mentor de Greaves James McNeill Whistler creó muchas imágenes del mismo, incluido el influyente Nocturno: Azul y dorado – antiguo puente de Battersea (pintado entre 1872 y 1875),  en el cual las dimensiones del puente están intencionadamente distorsionadas y la Antigua Iglesia de Chelsea y el Albert Bridge son visibles a través de la niebla de Londres. 
La serie de pinturas Nocturne de Whistler consiguió fama en 1877, cuando el influyente crítico John Ruskin visitó una exposición de la serie en la Galería Grosvenor. Ruskin escribió que Whistler estaba “pidiendo 200 guineas por arrojar un bote de pintura en la cara del público”. Whistler le demandó por difamación, y el caso llegó a los tribunales en 1878. El juez del caso hizo reír a la gente que había en la sala cuando preguntó a Whistler “Qué parte del cuadro era el puente?”. El caso terminó con la indemnización simbólica de un céntimo para Whistler.
En 1905, Nocturno: Azul y dorado fue la primera adquisición importante del recién formado Fondo Nacional de Colecciones de Arte, y ahora cuelga en la Tate Britain.

### Propiedad pública

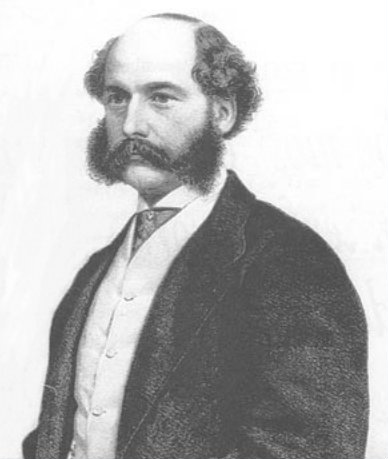
Joseph Bazalgette.

En 1858 abrió cerca de Chelsea Bridge un puente más moderno y competitivo, haciendo que el uso del Puente de Battersea se redujera significativamente. Por esa época existían serias preocupaciones públicas sobre la seguridad del puente, tras un incidente en 1844 en el que una mujer fue asesinada en el puente en presencia de unos de los encargados del peaje, que no intervino porque ambas personas habían pagado su tarifa.
El nuevo Albert Bridge (Puente de Alberto) abrió en 1873, a menos de 460 m del Puente de Battersea. Conscientes del impacto que el nuevo puente podría tener en la viabilidad financiera del antiguo puente, la Ley de 1864 del Parlamento que se autoriza la construcción del Albert Bridge obligaba a la Albert Bridge Company a comprar el Puente de Battersea en el momento de la apertura del nuevo puente para compensar a los propietarios del Puente de Battersea con 3.000 libras (alrededor de 221.000 de ahora) anuales, hasta que el nuevo puente abriera, y así fue como el Puente de Battersea fue comprado por la Compañía Albert Bridge en 1873. Por esas fechas el puente estaba en unas penosas condiciones, y hubo muchas llamadas de residentes locales para que se derribara. Como media provisional, el arquitecto del Albert Bridge Rowland Mason reforzó los cimientos del puente con cemento mientras el debate sobre el futuro del puente continuaba.
La Ley de Puentes de Peaje Metropolitanos fue aprobada en 1877, esta permitía a la Oficina Metropolitana de Obras a comprar todos los puentes de Londres entre los puentes de Hammersmith y Waterloo y liberarlos del peaje, y en 1879 la Oficina de Obras compró los puentes de Battersea y Albert por 170.000 libras (12.804.000 de ahora) y se eliminó el peaje de ambos puentes.
Las inspecciones hechas por el Jefe de ingenieros de la Oficina Metropolitana de Obras, Sir Joseph Bazalgette, tras la adquisición descubrieron que el puente se encontraba en tal estado que no podía ser reparado con seguridad. En 1883 solo se permitía el paso a peatones, y en 1885 fue demolido para hacer paso a un nuevo puente diseñado por el propio Bazalgette.

## El nuevo Puente de Battersea

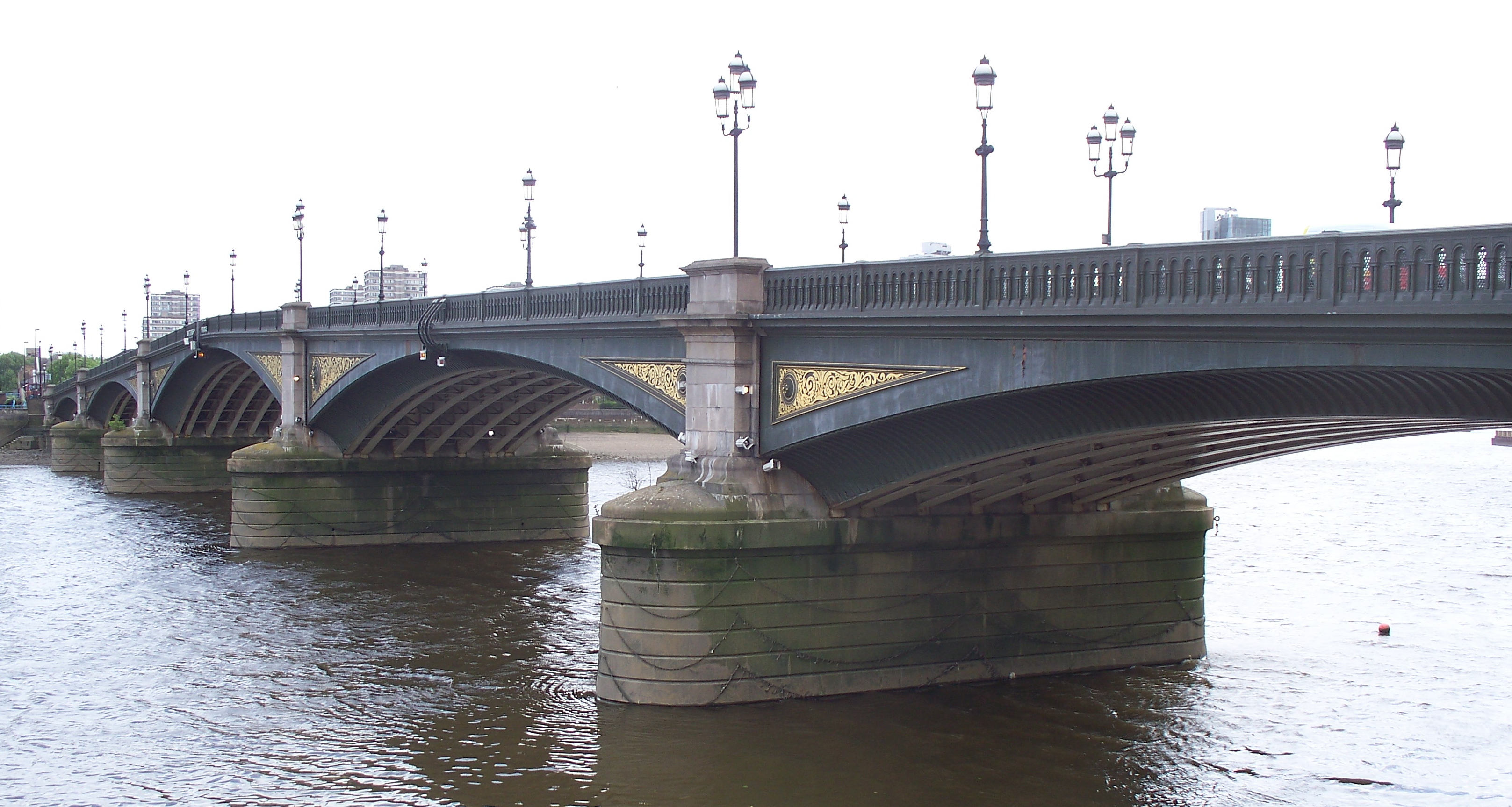
El nuevo puente de Battersea.

El contrato para la construcción del nuevo puente fue adjudicado a la empresa John Mowlem & Co., y en junio de 1887 el duque de Clarence puso la primera piedra en el extremo sur del puente y las obras comenzaron. El diseño de Bazalgette incorporaba cinco arcos voladizos de hierro fundido, sobre pilares de granito que descansaban sobre cimientos de cemento, la calzada tenía 7,3 m de ancho y las aceras 2,4 m, dando al puente una longitud total de 12 m. El balaustre es un enrejado de estilo morisco. La construcción fue supervisada por el hijo de Bazalgette, Edward, y costó un total de 143.000 libras (unos 11.666.000 de ahora).
El 21 de julio de 1890, el puente fue inaugurado por el futuro primer ministro Lord Rosebery, por el entonces presidente del London County Council. A diferencia de su antecesor, el nuevo puente fue llamado oficialmente Puente de Battersea. Aunque era estrecho los tranvías circularon por él desde su inauguración. Inicialmente estos estaban tirados por caballos, pero desde el 22 de junio de 1911 se introdujeron los tranvías eléctricos.

### Choques
Aunque los 5 arcos del puente actual son más anchos que los 19 del puente original, la localización del Puente de Battersea en una curva muy cerrada del río todavía representa una dificultad en la navegación. En 1948, el MV Delta se quedó atascado bajo el puente, y su capitán Hendrikus Oostring se rompió un brazo y necesitó se rescatado de la timonera. El 23 de marzo de 1950, el barco minero John Hopkinson chocó contra el pilar central, causando graves daños en la estructura, y dejando a las vías del tranvía como único elemento que unía al puente. El London County Council estaba preocupado sobre la posibilidad de que la estructura del puente se viniera abajo por lo que cerró el puente hasta enero de 1951. Los servicios de tranvía de la zona se retiraron el 30 de septiembre de 1950, por lo que cuando se abrió el puente de nuevo se retiraron los raíles. Otro incidente serio tuvo lugar el 21 de septiembre de 2005, cuando el James Prior, una barcaza de 200 toneladas, chocó contra el puente, causando serio daños en la estructura que constaron 500.000 libras en ser reparados. El puente fue cerrado a la circulación de vehículos excepto para autobuses, mientras se llevaban a cabo las obras, lo que produjo muchos atascos de tráfico; volvió a abrir el 16 de enero de 2006.

### Restauración
Con solo 12 m de ancho, el puente es a día de hoy el más estrecho de los puentes para peatones sobre el río Támesis, y en 2004 era el quinto menos usado de los puentes sobre el Támesis a su paso por Londres. En 1983 el puente fue designado como Estructura de Grado II, protegiéndolo de futuras modificaciones, y en 1992 el Patrimonio Británico supervisó un proyecto para remodelar el puente, que había estado durante algunos años pintado en azul y rojo.
Se analizaron muestras de pintura y fotografías de la época de la apertura, y el puente fue restaurado a su apariencia original. El cuerpo principal del puente fue pintado en verde oscuro con enjutas pintadas de dorado. Los postes de luz, que se quitaron durante la Segunda Guerra Mundial, fueron reemplazados por réplicas de los supervivientes a ambos extremos. Se erigió una estatua de James McNeill Whistler realizada por Nicholas Dimbledy, en el extremo norte del puente en 2005.